# The Smiths Is Dead
The Smiths Is Dead è un album tributo alla band inglese The Smiths.
Prodotto dalla rivista francese Les Inrockuptibles, il disco venne pubblicato nel 1996, per celebrare il 10º anniversario dall'uscita di The Queen Is Dead.
L'album raccoglie dieci reinterpretazioni dei brani contenuti nel disco originale, affidate ad altrettante band e artisti britannici. La copertina ritrae una foto dell'attore britannico David Bradley, tratta dal film Kes di Ken Loach, del 1969.

## Tracce
1. The Queen Is Dead - The Boo Radleys (5:33)
2. Frankly, Mr Shankly – The High Llamas (3:35)
3. I Know It's Over – The Trash Can Sinatras (6:16)
4. Never Had No One Ever – Billy Bragg (3:36)
5. Cemetry Gates – The Frank and Walters (4:15)
6. Bigmouth Strikes Again – Placebo (3:51)
7. The Boy with the Thorn in His Side – Bis (3:21)
8. Vicar in a Tutu – Therapy? (2:42)
9. There Is a Light That Never Goes Out – The Divine Comedy (5:18)
10. Some Girls Are Bigger Than Others – Supergrass (3:35)

Tutte le tracce sono scritte da Morrissey e Johnny Marr.